# Paraclaravis
Paraclaravis és un gènere d'ocells de la família dels colúmbids (Columbidae) i conté dues espècies de coloms que viuen al Neotròpic, amb distribucions a Amèrica Central i Amèrica del Sud. Els paraclaravis tenen els ulls vermells i les potes rosades, i els plomatges dels mascles són principalment de color gris-blau clar, i les femelles són principalment marrons. Tots dos sexes tenen una sèrie de taques o bandes distintives a les ales. Són força arborícoles per a les tórtores terrestres. Tenen un patró de vol ràpid i oscil·lant diferent. Es poden veure sols, en parelles o en petits estols als boscos. Ambdues espècies són generalment locals i rares, i sembla que estan molt associades amb la floració del bambú.

## Característiques i costums
Són petits coloms d'entre 18 i 24 cm, d'hàbits arboris o semiterrestres. Les espècies presenten un dimorfisme sexual accentuat, amb mascles grisos a les parts superiors i femelles marrons. Ambdós sexes posseeixen marques fosques a les ales en forma de tres barres.

## Distribució i hàbitat
El gènere Paraclaravis habita en boscos humits i selves, majoritàriament associat a agrupacions denses de bambús, des del nivell del mar fins a altituds de 3000 msnm.
Es distribueix des del sud de Mèxic pel nord fins al nord-est de l'Argentina (la província de Missiones) pel sud.

## Etimologia
Etimològicament, Paraclaravis es construeix amb el vocable del grec antic «para» significa “al costat de” i dues paraules en llatí, «clarus» que és “clar” i «avis» que significa “ocell”. El nom fa referència a la proximitat morfològica d'aquest gènere amb el monotípic Claravis pretiosa.

## Taxonomia
Aquest gènere va ser descrit originalment l'any 2018 pels ornitòlegs George Sangster, Andrew D. Sweet i Kevin P. Johnson.
L'espècie tipus és Peristera mondetoura (avui Paraclaravis mondetoura), la qual va ser descrita l'any 1856 pel naturalista, polític i ornitòleg francès Charles Lucien Jules Laurent Bonaparte, fill de Lucien Bonaparte i nebot de l'emperador Napoleó Bonaparte.
Les dues espècies d'aquest gènere van ser incloses durant molt de temps en el gènere Claravis fins que dos estudis efectuats mitjançant anàlisis filogenètiques moleculars van demostrar que Claravis no era monofilètic, en comprendre dos llinatges. Una única espècie, la qual era l'espècie tipus del gènere Claravis (Claravis pretiosa, Ferrari-Pérez, 1886) es va crear un nou gènere per incloure-hi les espècies restants.
El gènere conté dues espècies, que abans s'incloïen amb la tórtora terrestre blavosa dins el gènere Claravis:
- Tórtora terrestre d'ales porpra (Paraclaravis geoffroyi) - Temminck, 1811.
- Tórtora terrestre de pit morat (Paraclaravis mondetoura) - Bonaparte, 1856.